# 宗兄弟
宗兄弟（そう きょうだい）は、陸上競技・長距離（マラソンを含む）の選手であった日本の一卵性双生児の兄弟。両名とも現役引退後は指導者として活動した。
詳細は各項を参照。
- 宗茂（そう しげる）：兄。
- 宗猛（そう たけし）：弟。

## 来歴
中学時代より陸上競技を始める。中学2年で兄弟揃って大分県内一周駅伝に出場するなど、早くから地元では注目されていたが、同じ2年生からは学校の指導者が不在となり自主的に考えてトレーニングをしたという。親の薦めで大分県立佐伯豊南高等学校に進学、下宿生活を送る。高校在学中には全国高校駅伝にも出場を果たした。箱根駅伝出場を目指し関東の大学への進学を希望していたが、双子という事もあり経済的な理由で家族の反対があり進学を断念した。
高校卒業とともに1971年、旭化成陸上部に入部。1973年3月、延岡西日本マラソンで初マラソンを走り、茂が優勝、猛が2位となる。
茂は1976年モントリオールオリンピックのマラソン競技代表となる。猛は選考レースでの不調により代表になれなかった。
1980年モスクワオリンピックの代表選考レースであった1979年12月の福岡国際マラソンでは、瀬古利彦とゴールの競技場でデッドヒートを演じて茂は2位、猛は3位となり、兄弟揃っての代表となったが、日本がモスクワ大会をボイコットしたため、出場は幻となった。
1984年ロサンゼルスオリンピックの選考レースだった1983年12月の福岡国際マラソンでは茂が3位、猛が4位となり、モスクワ大会に続いて兄弟揃っての代表となる。1984年8月のオリンピックのレースでは二人とも完走し、猛は4位入賞を果たした。
1985年10月の北京国際マラソンでは兄弟同タイムで茂が優勝、猛は2位（同タイムだが優勝は茂）。国際マラソンでの兄弟1・2位独占は世界初の快挙であった。
茂と猛が揃って出走したフルマラソンは22回あるが、兄弟で先着した数は茂が12回、猛が10回で茂が上回る。また上記の初マラソンや1985年の北京国際マラソンのように、兄弟で1・2位となったレースは4回（他の2回はいずれも別府大分毎日マラソン）あり、そのすべてで茂が勝利を収めている。

## 記念碑
学校統合により母校を引き継いでいる大分県立佐伯豊南高等学校の正門横庭園には伊達治一郎の記念碑とともに宗兄弟の記念碑「栄光の軌跡」がある（宗兄弟の記念碑は学校統合後に同校北門近くに移設された後、2024年8月に正門横庭園に移設）。

## 共著書
- 『振り向いたら負けや　茂と猛のマラソントーク 』（宗茂と宗猛の対談集、講談社、1986/1、ISBN 978-4062026093）
- 『宗茂・宗猛のマラソン練習 (GAKKEN SPORTS MOOK)』（学習研究社、1994/10、ISBN 978-4056007121）
- 『宗茂・宗猛のマラソン練習 ’96 (GAKKEN SPORTS MOOK)』（学習研究社、1995/10、ISBN 978-4056010725）